# برج التعليق
أبراج التعليق في خطوط نقل الكهرباء هي الأبراج التي تكون الموصلات معلقة علي نهاية أذرعها، بواسطة الحبال العازلة مع ملحقاتها (insulator string).

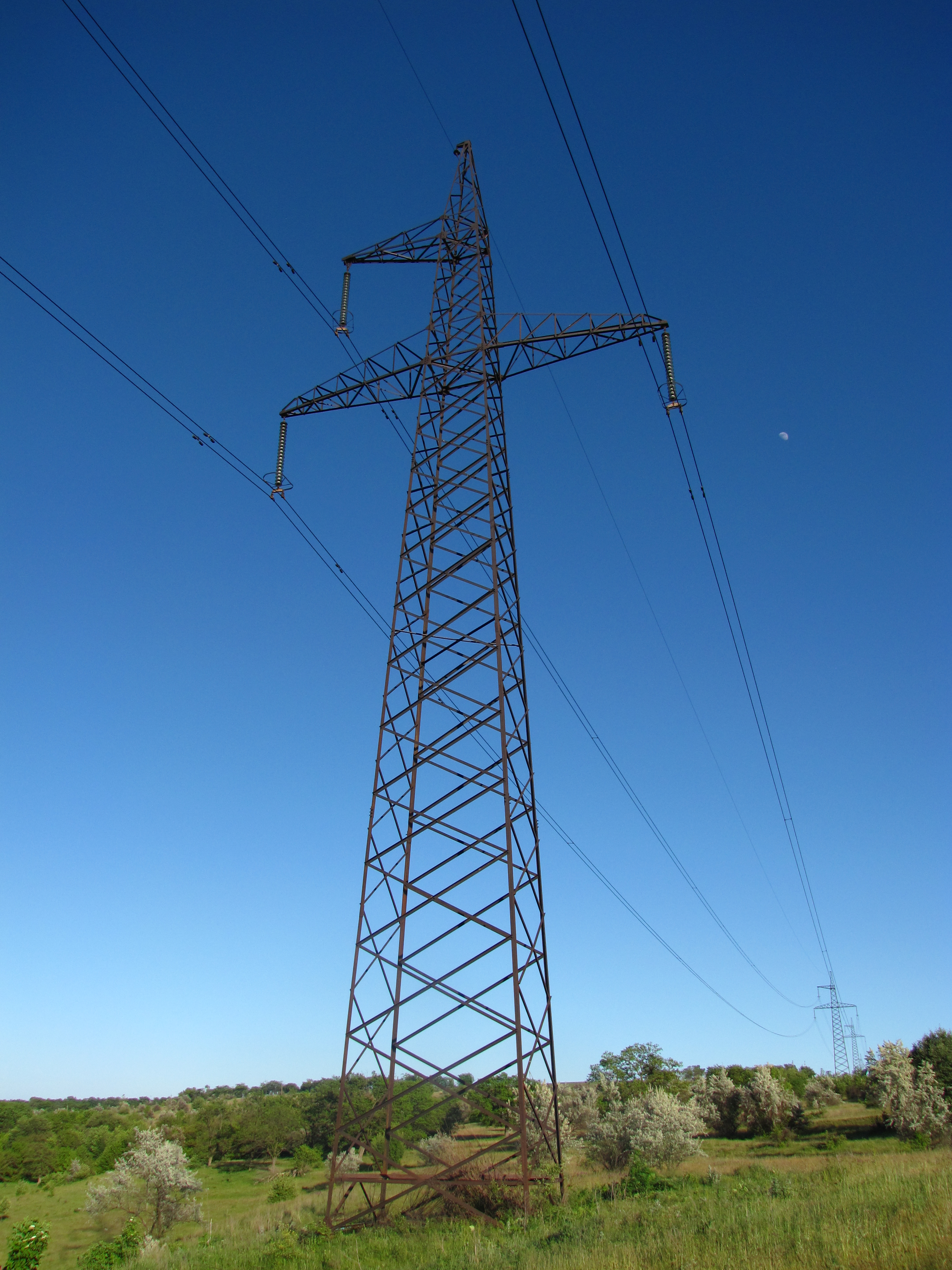
أحد أبراج التعليق

ويكون الشد الميكانيكي متساوي عند كل جانب . وتكون هذه الأبراج ذات أطوال مختلفة حسب متطلبات التصميم، وهي تشكل عادة بحدود (80%) من أبراج خطوط نقل الكهرباء.

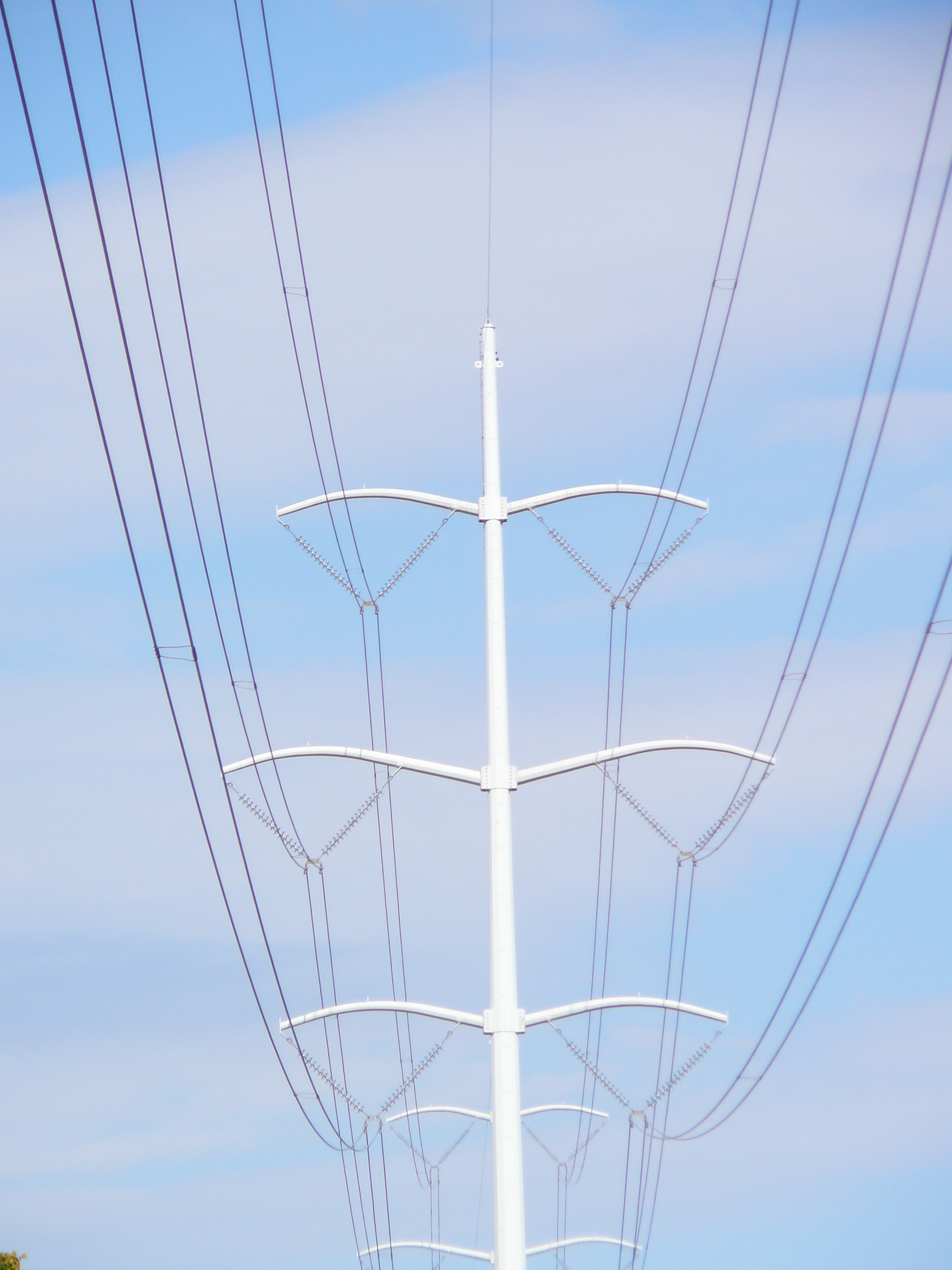
أحد أبراج التعليق

وتكون بها سلسلة عازل تتدلي من البرج، أو سلسلتين تكون الشكل "V".
وتستخدم هذه الأبراج عند النقل في خط مستقيم، أو في زوايا صغيرة . بينما في حالات آخري يتم استخدام أبراج الشد (C أو D).